# EMS VCS3

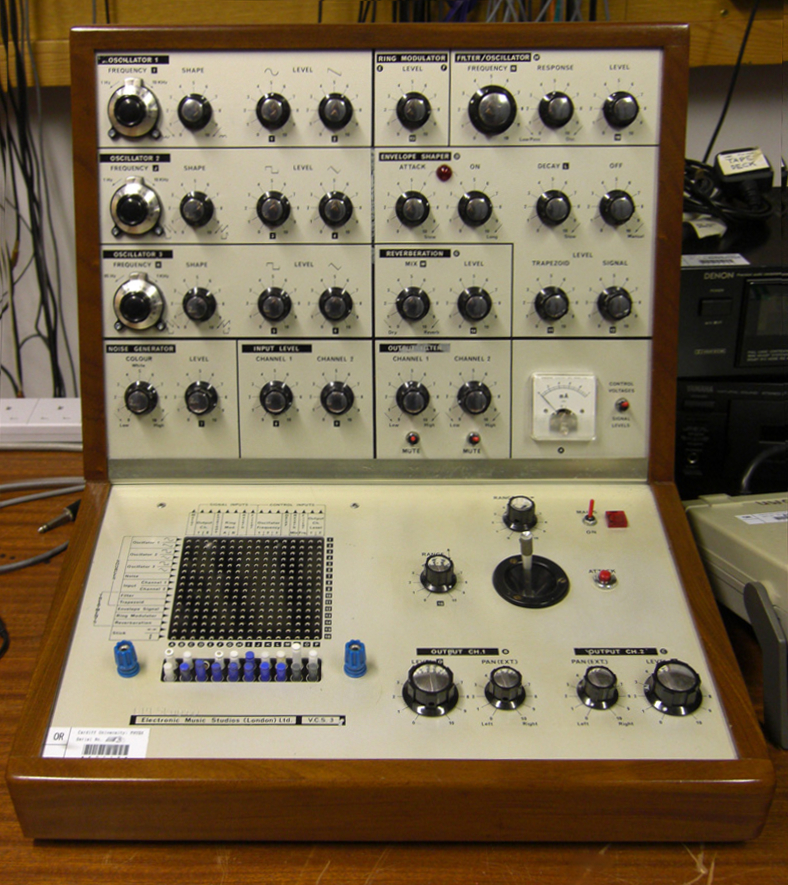
Il VCS3 visto dalla parte dell'utilizzatore; in alto a sinistra, i tre oscillatori principali; in basso a sinistra, pannello patch; in basso a destra, il joystick. La tastiera non viene mostrata.

Il VCS3 (acronimo di Voltage Controlled for Studio with 3 Oscillators [Synthesizer] - in italiano [Sintetizzatore] Controllato a Tensione, per Studio, con 3 Oscillatori) è un sintetizzatore analogico con una flessibile architettura a voce semi-modulare. Venne prodotto inizialmente nel 1969 da Peter Zinovieff per conto della società londinese Electronic Music Studios. L'elettronica venne per la maggior parte progettata da David Cockerell e il caratteristico aspetto esteriore dell'apparecchio fu curato dal compositore elettronico Tristram Cary.

## Storia
Il VCS3 è stato praticamente il primo sintetizzatore "portatile" disponibile in commercio, in quanto i precedenti sintetizzatori (noti quelli prodotti da Moog Music, ARP Instruments e Buchla) venivano costruiti per l'utilizzo in studio e presentavano dimensioni alquanto proibitive. A contribuire alla sua diffusione è stato inoltre il prezzo di lancio: meno di £1000 in Gran Bretagna.
Inizialmente non godeva di grande considerazione nel suo utilizzo come strumento melodico (a causa delle sue regolazioni considerate inaffidabili). Si è invece imposto come un generatore di effetti elettronici estremamente versatile.
Il VCS3, che utilizza la sintesi sottrattiva, possiede tre VCO (oscillatori controllati in tensione: l'aumento o la diminuzione della tensione in ingresso determina un aumento o una diminuzione della frequenza emessa), un generatore di rumore (bianco o rosa), due VCA (amplificatori controllati in tensione: l'aumento della tensione provoca un aumento dell'ampiezza del segnale visibile all'oscilloscopio), un modulatore ad anello (genera le frequenze somma e differenza dei due segnali in ingresso), due VCF (Voltage Controlled Filter) (filtro passa-basso controllato in tensione: la modifica della tensione di controllo cambia la frequenza di applicazione del filtro), un generatore inviluppo ADSR (genera un'onda singola dalla forma editabile che tipicamente viene utilizzato per regolare la velocità di attacco e distribuzione del suono), un controller a Joystick, un riverbero controllato in tensione (era l'unico apparecchio esistente ad avere un riverbero controllato in tensione), e due amplificatori d'uscita stereo.
A differenza della maggior parte dei sintetizzatori modulari, che usano un cablaggio esterno per collegare i vari componenti del sistema, il VCS3 utilizza un sistema di puntine (pin) ad incastro per connettere tra loro i componenti, caratteristica tipica degli strumenti EMS.
Nel 1971 la EMS sviluppò una nuova versione del VCS3, il Synthi A, che a differenza dell'originale era montato su un telaio di masonite.
Nel 2017 l'azienda Behringer ha annunciato l'inizio dei lavori per la produzione di un clone del famoso sintetizzatore oramai non più prodotto e introvabile sul mercato.
Nel gennaio del 2022 con un post Facebook la casa produttrice ha pubblicato le prime immagini del clone perfettamente fedele all'originale. 

## Utilizzo
Il VCS3 fu largamente usato dai gruppi appartenenti al progressive rock, tra i quali Hawkwind, Brian Eno (con i Roxy Music), The Who, Area - International POPular group, Todd Rundgren, Kraftwerk, Tangerine Dream, Klaus Schulze e Pink Floyd negli album Wish You Were Here, Obscured by Clouds e The Dark Side of the Moon (anche se nel famoso brano On the Run di quest'ultimo venne in realtà utilizzato un EMS Synthi AKS).
Altro musicista che ha fatto largo uso del VCS3 è Jean-Michel Jarre: tra i pochi strumenti con cui venne composto l'album Oxygène, figura il VCS3, utilizzato in particolare, per stessa dichiarazione di Jarre, al fine di creare suoni "caldi" ed "eterei".
I Pink Floyd furono tra i primi ad acquistare il VCS3 che utilizzarono nel disco The Dark Side of The Moon. Tra gli italiani, tra i primi a notarne le potenzialità ci fu Franco Battiato, che lo impiegò nell'album Fetus (1971). Ancora, in Italia, Piero Umiliani per gli album Synthi Time del 1971, seguito da Switched on Naples del 1972, e Lucio Battisti, che applicò il VCS3 a chitarra e voce nell'album Anima latina del 1974, dove è evidente l'influenza dei Pink Floyd e dei Tangerine Dream.